# Vasile Dumitrescu
Vasile Dumitrescu (n.  ?) este un bober român, care a concurat în cadrul competițiilor de bob din anii '30 ai secolului al XX-lea.
Împreună cu pilotul Alexandru Frim, frânarul Vasile Dumitrescu a câștigat medalia de aur la Campionatul Mondial de la Engelberg (Elveția) în anul 1934. Pentru rezultatele obținute, celor doi li s-a decernat „Premiul național pentru sport”. 